# Small Town Boy
Small Town Boy è il primo album in studio del cantante olandese Duncan Laurence, pubblicato il 13 novembre 2020.

## Tracce
1. Beautiful – 4:17 (Bradley Richard Mair, Duncan Laurence, Martin Konijnenburg, Tom Martin)
2. Yet – 3:03 (Duncan Laurence, Lodewijk Martens, Matthijs De Ronden, Will Knox)
3. Between Good and Goodbye – 4:06 (Chris Ayer, Duncan Laurence, Matt Simons)
4. Loves You Like I Couldn't Do – 3:49 (Daniel Bryer, Duncan Laurence, Mike Needle)
5. Sleeping on the Phone – 3:09 (Duncan Laurence, Jordan Garfield)
6. Arcade – 3:05 (Duncan Laurence, Joel Sjöö, Knox, Wouter Hardy)
7. Figure It Out – 2:53 (Duncan Laurence, Jordan Garfield)
8. Last Night – 2:52 (Ashley Hicklin, Duncan Laurence, Jordan Garfield, Mikolaj Trybulec)
9. Someone Else – 3:04 (Bram Inscore, Brett McLaughlin, Duncan Laurence, Jonny Price, PJ Harding)
10. Love Don't Hate It – 2:53 (Duncan Laurence, Michelle Buzz, Robert Gerongco, Sam Farrar, Samuel Gerongco)
11. Umbrella – 5:08 (Duncan Laurence, Jordan  Garfield)
12. Feel Something (Armin van Buuren feat. Duncan Laurence) – 3:04 (Armin van Buuren, Benno de Goeij, Brett McLaughlin, Duncan Laurence)

## Classifiche
| Classifica (2020) | Posizione massima |
| ----------------- | ----------------- |
| Belgio (Fiandre)  | 94                |
| Paesi Bassi       | 6                 |